# Мара Нацева
Мара Нацева Дрљевић (Куманово, 28. септембар 1920 — Куманово, 1. јул 2013) била је учесница Народноослободилачке борбе, друштвено-политичка радница СФР Југославије и СР Македоније и народни херој Југославије.

## Биографија
Рођена је 28. септембра 1920. године у Куманову, у сиромашној радничкој породици. Основну школу завршила је у родном граду. За даље школовање њена породица није имала материјалних могућности. Кад је навршила 15 година, постала је текстилна радница. У исто време активирала се у радничком покрету. Године 1936, Мара је била руководилац штрајка у радионици белог рубља у Куманову. Штрајк је успео, али је Мара добила отказ. Тада је примљена за члана Савеза комунистичке омладине Југославије, а 1939. године и за члана Комунистичке партије Југославије. Након тога се интензивније посветила раду у Уједињеним радничким синдикатима Југославије и у СКОЈ-у. Године 1939., прешла је у Ниш где се запослила у текстилној радионици и била активна у синдикланом покрету и КУД-у „Абрашевић“. Почетком 1940. године постала је чланица Месног комитета КПЈ у Нишу.
Због своје револуционарне активности у Нишу, била је ухапшена два пута. Први пут је у затвору била мучена два месеца. Приликом другог хапшења на њој су биле примењиване најтеже полицијске методе мучења ради извлачења признања. Мара је издржала сва мучења и није ништа признала. Кад је изашла из истражног затвора, постала је секретар Месног комитета у Нишу, а приликом формирања Окружног комитета у Нишу постала је његов организациони секретар. Као делегат КПЈ за Србију, учествовала је на Петој земаљској конференцији КПЈ у Загребу, октобра 1940. године.
После окупације Југославије, постала је чланица Покрајинског комитета КПЈ за Македонију. Тада се у строгој илегалности кретала кроз Македонију и одржавала састанке са партијским организацијама и руководствима. У лето 1942. године, када је устанак у Македонији добио на замаху и када су почели да се формирају партизански одреди, припадници бугарске окупаторске полиције успели су да је ухапсе. После мучења и испитивања, послали су ју у концентрациони логор код Асеновграда. Због провале на терену, више је пута била враћана у истражни затвор у Скопљу ради суочавања.
Када је у марту 1943. године основана Комунистичка партија Македоније, у одсуству је била изабрана за организационог секретара Централног комитета КПМ. Исте године у новембру бирана је за већника на Другом заседању Антифашистичког већа народног ослобођења Југославије.
По повратку из логора пребачена је на слободну територију Куманова. У пролећној офанзиви у Македонији, учествовала је заједно са Централним комитетом КПМ, Главним штабом за Македонију и Трећом македонском ударном бригадом кроз све борбе. Била је бирана за посланика на Првом заседању Антифашистичког собрања народног ослобођења Македоније.
После ослобођења земље, вршила је низ друштвено-политичких функција. На Петом конгресу КПЈ бирана је за кандидата за члана Централног комитета, а на Првом конгресу КПМ за члана Централног комитета КПМ. Била је потпредседница Централног одбора Антифашистичког фронта жена Југославије, посланик у републичкој и Савезној скупштини, секретар Контролне комисије ЦК КПЈ, чланица Ревизионе комисије ЦК КПЈ, потпредседница СУБНОР Југославије и чланица Савета федерације.
По одласку у пензију, живела је у Београду, са супругом генералом Савом Дрљевићем. Неколико година пред смрт, вратила се у родно Куманово. Умрла је 1. јула 2013. године у Куманову и сахрањена на градском гробљу.
Носилац је Партизанске споменице 1941. и других југословенских одликовања, међу којима су Орден народног ослобођења, Орден братства и јединства са златним венцем и др. Орденом народног хероја одликована је 29. новембра 1953. године.